# Jason Donovan
Jason Sean Donovan (n. 1 iunie 1968) este un actor și cântăreț australian. În Marea Britanie a avut vânzări de albume de peste 3 milioane de exemplare, albumul de debut Ten Good Reasons fiind cel mai bine vândut album în 1989, cu peste 1.5 milioane de unități. A obținut patru locuri 1 în Marea Britanie, primul fiind duetul cu Kylie Minogue, intitulat „Especially for You”.